# Sado (Setúbal)
Sado es una freguesia portuguesa del municipio de Setúbal, con 16,90 km² de área y 5 457 habitantes (2001). Densidad: 322,9 hab/km². La freguesia de Sado se estableció por Decreto-Ley n.º 113/85 de 4 de octubre e incluye dos núcleos urbanos diferenciados Praias-Sado y Faralhão.

## Actividades Económicas
Esta fregesía es conocida por su industria naval y la papelera, otras actividades son: la extracción de sal (salinas, así como la agricultura y pesca.
En artesanía es conocida por la construcción de barcos de pesca al estilo tradicional, empleando madera y calafateado y de la elaboración de redes de pesca.
- Datos: Q2991226
- Multimedia: Sado (freguesia) / Q2991226